# Історико-краєзнавчий музей міста Винники
Історико-краєзнавчий музей міста Винники створено рішенням Винниківської міської ради першого демократичного скликання в 1991 році. Відкрито постійно діючу експозицію 4 вересня 1994 року, а в 1996 році музей отримав статус обласного.

## Опис
Археологічна колекція музею відображає історію міста та його околиць з найдавніших часів. Речі побуту, які експонуються у відділі археології, належать до культур лінійно-стрічкової кераміки (V тис. до н. е. з урочища Лазки), лендельської культури (IV тис. до н. е. з ур. Торговиця), лійчастого посуду і трипільської культури (III тис. до н. е. з гір Жупан та Лисівка). Цікавою знахідкою музею став скарб із 39 предметів бронзи і білого металу. Він належить до гальштатсько-латенської доби, що охоплює хронологічні рамки культур пізньої доби бронзи — ранньозалізної доби (І тис. до н. е.).
У експозиційному відділі «Історія Винник XIV-поч. XX ст.» експонуються стародруки, різьба по дереву, оригінали та фотокопії документів, які свідчать про походження, розвиток міста і краю. У залі «Видатні люди» представлені особисті речі, фототографії та документи особистостей, якими пишається місто: міністра віросповідань Огієнка, відомого громадського діяча В. Левицького, міністра УНР Івана Липи, лікаря Якова Нагляка, письменниць Катрі Гриневичевої та Мирослави Сопілки, істориків Михайла Керницького та Михайла Влоха, оперної співачки Олександри Любич-Парахоняк, художників Миколи Федюка, Ірини Банах-Твердохліб, Тараса Левківа. Експонуються знахідки з Винниківського замку, тютюнової фабрики, старовинні речі побуту, культові предмети. Цікавими експонатами є колекція стародруків XVII—XIX ст. та скульптури Ф.Штуфліссера (XIX ст.), Оленського (XVIII ст.). За час функціонування музею тут експонувалися численні виставки видатних митців України (О. Скоп, Євгена Манишина, Петра Сипняка, Тараса Левківа, Ірини Банах-Твердохліб та ін.), відбувалися зустрічі з відомими науковцями в галузі археології та антропології.
Разом з науковими працівниками Львівського національного університету ім. І.Франка щороку проводиться ряд наукових експедицій з метою дослідження історичних пам'яток культури на території Винник та довколишніх сіл. При музеї, починаючи з 1998 року, працює відділ депортованих українців з Надсяння, Лемківщини, Холмщини та Підляшшя. За цей час науковими працівниками зібрано близько 1500 експонатів, пов'язаних з життям виселених українців (документи, фотографії, друковані і періодичні видання, речі побуту, мистецькі твори), організовано десять тематичних виставок. Щорічно організовуються етнографічні експедиції для збору експонатів, пов'язаних з цією трагедією.
На сьогодні музей налагодив тісні контакти та співпрацю з українською діаспорою в Канаді та Америці, а також з осередками обласних та регіональних товариств «Надсяння», «Холмщина», «Лемківщина», «Любачівщина» в Україні.
Згідно з Указом президента України передбачено відкрити при Історико-краєзнавчому музеї в місті Винники Львівської області музей побуту та культури етнічних українців «Надсяння», «Холмщини», «Лемківщини», «Підляшшя». Міська рада м. Винники виділила 1,5 гектара землі на вул. Шептицького для будівництва єдиного в Україні та за кордоном музейного комплексу побуту та культури етнічних українців, депортованих із Закерзоння.
Колектив музею неодноразово відзначений почесними грамотами обласної державної адміністрації та управлінням культури обласної державної адміністрації.